# Turismo em Chicago

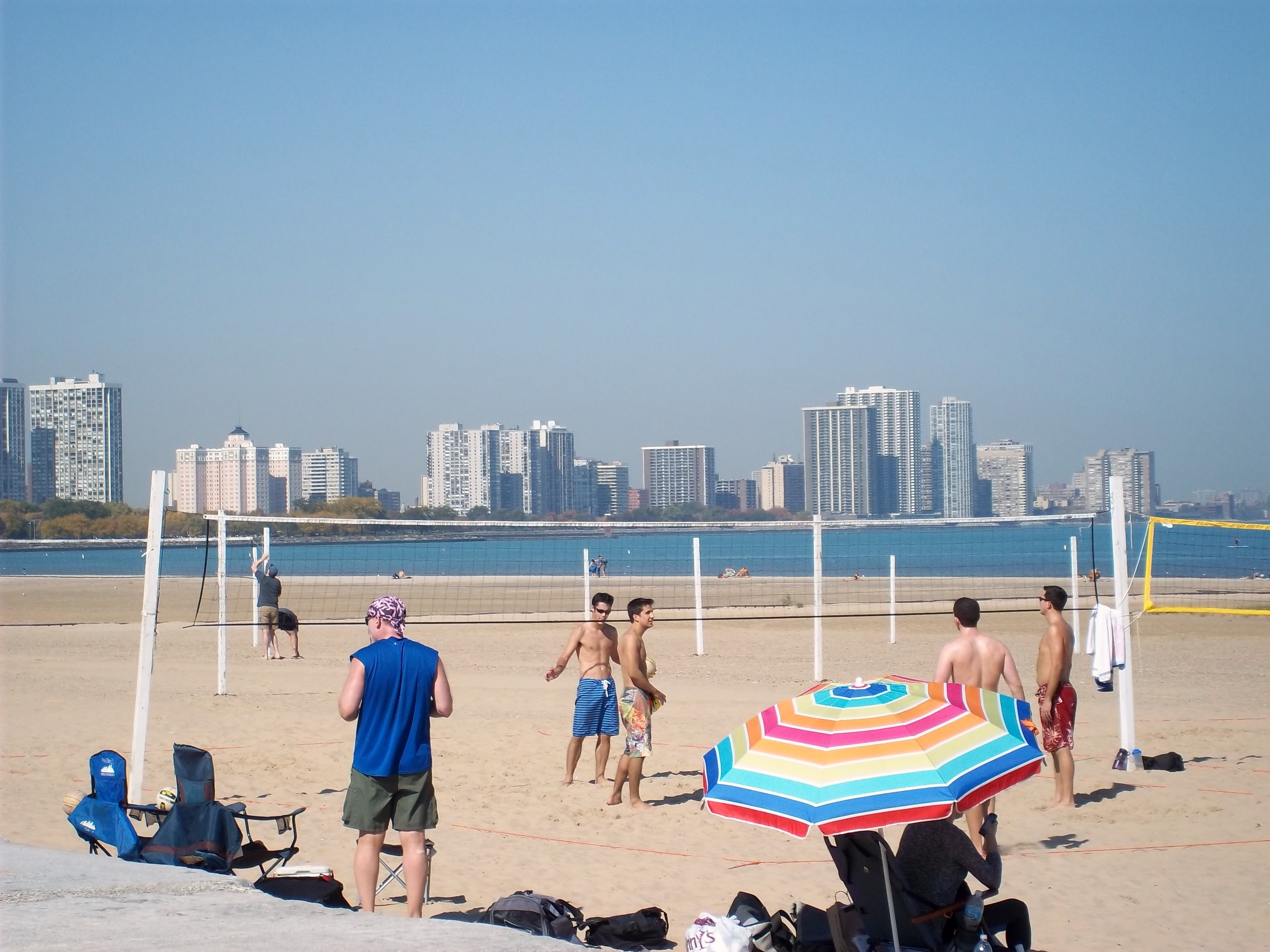
Praia Montrose

Em 2004, Chicago, Illinois, recebeu cerca de 50 milhões de visitantes, aumentando 3,5% em relação ao ano anterior. Desde 2010, a indústria do turismo e hotelaria criou mais de 9.500 empregos, gerando 14 bilhões de dólares em gastos diretos dos visitantes e mais de 850 milhões de dólares em impostos aos cofre públicos.

## Atrações
Chicago possui atrações para todos os gostos e idades. Por ser uma cidade multicultural, possui uma culinária heterogênea, que agrada a visitantes de todos os cantos do planeta.

### Museum
Chicago possui uma gama enorme de museus e um deles já foi eleito o melhor museu para se visitar no mundo, o Art Institute of Chicago. Abaixo a lista dos principais museus da cidade:
- Adler Planetarium: informações sobre o universo em que vivemos, incluindo um vídeo sobre as estrelas
- Field Museum: museu de história natural da cidade. Fica em frente ao estádio Soldier Field. Possui também o mais completo tiranossauro já encontrado, a Sue.[4]
- Shedd Aquarium: aquário com espécies do mundo todo. Também inclui um show de golfinhos.
- Museum of Sciences and Industry: museu que atrai milhares de crianças e adolescentes para ver na prática experimentos científicos.
- Art Institute of Chicago: inúmeras obras de arte do impressionismo e modernismo.

### Praias
Os Grandes Lagos concentram mais de 20% da água doce da Terra e o povo de Chicago aproveita a localização em frente ao lago Michigan com as praias. Todas são gratuitas e durante o verão ficam bem cheias. A mais famos é a Oak Baach, que fica próximo ao centro. Campeonatos de vôlei de praia ocorrem também durante o verão.

### Arquitetura

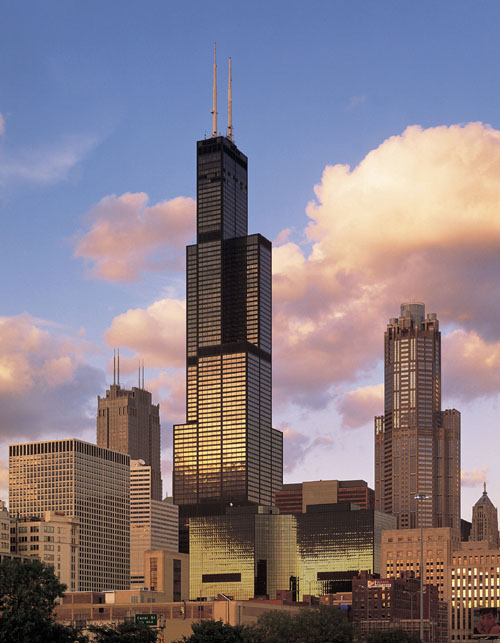
Willis Tower (antiga Sears Tower)

Chicago é uma das cidades preferidas dos arquitetos. Centenas de prédios famosos ficam na cidade, incluindo os arranhas-céu Willis Tower e John Hacock Center. O novo Trump Tower também está presente no centro histórico de Chicago, dando um ar moderno a esta região.

A arquitetura de Chicado ficou evidente depois do grande incêndio que tomou a cidade em 1871. Um dos poucos prédios que sobraram foi a famosa torre Water Tower.

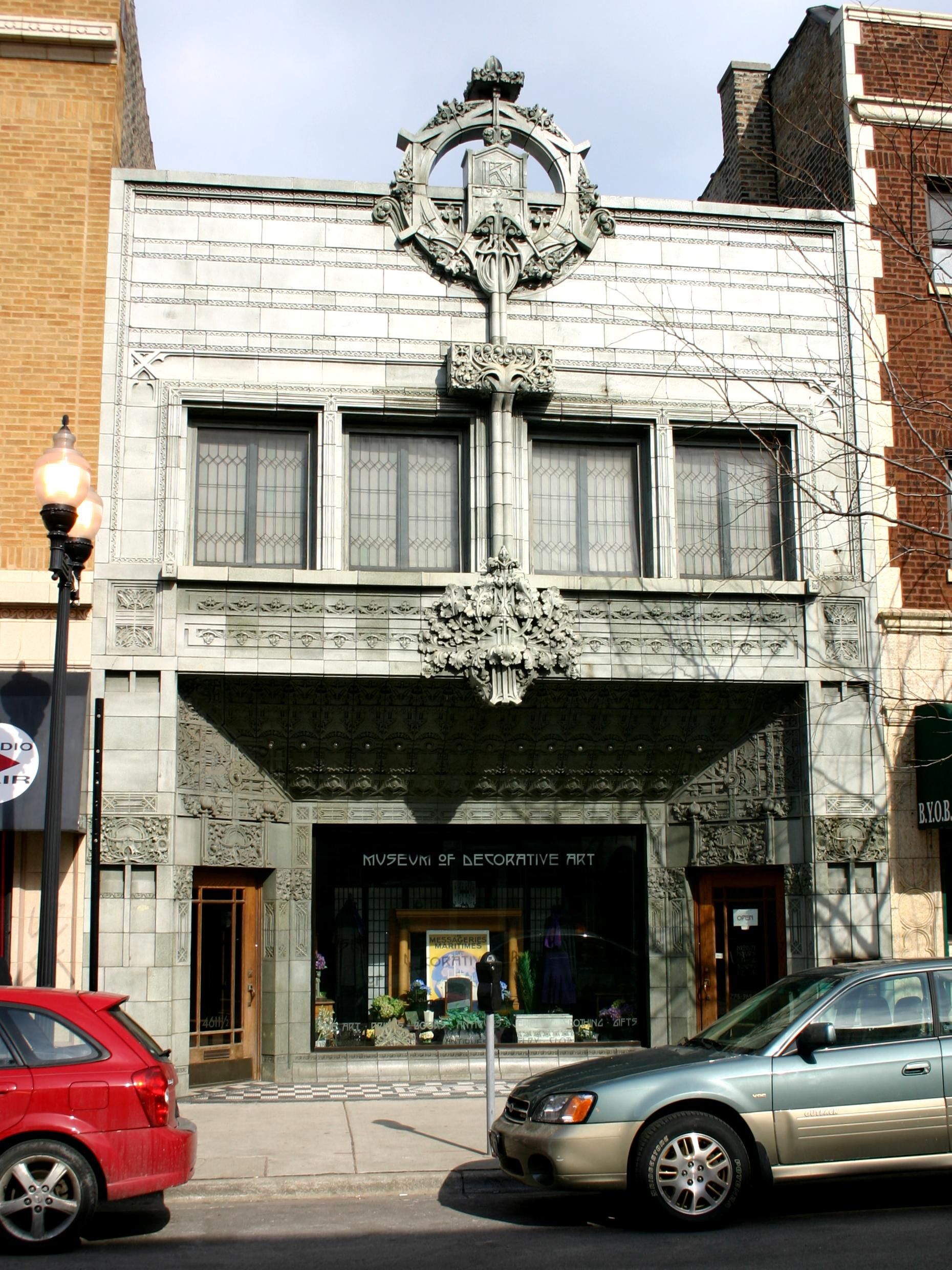
Krause Music Store
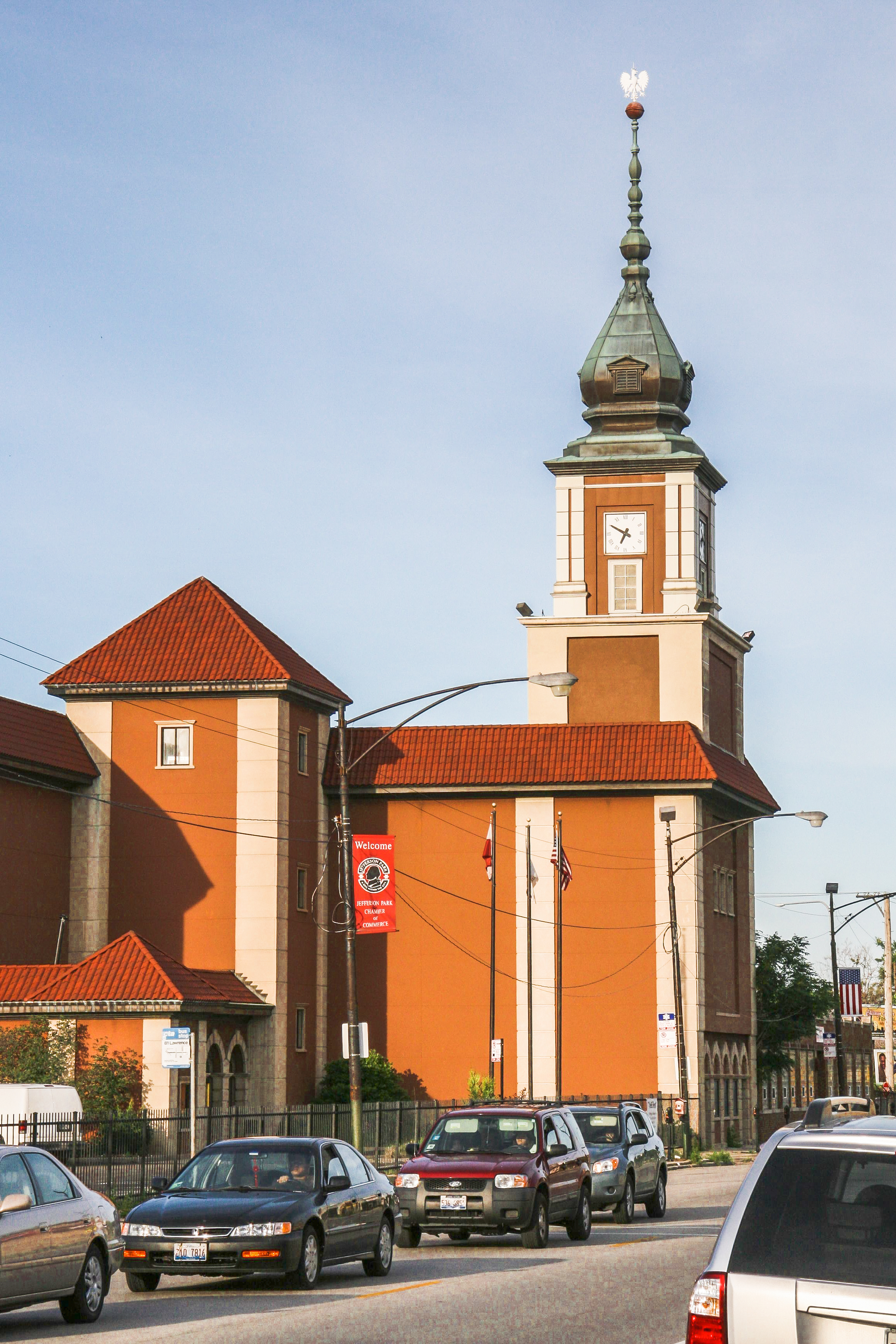
The Gateway Theatre
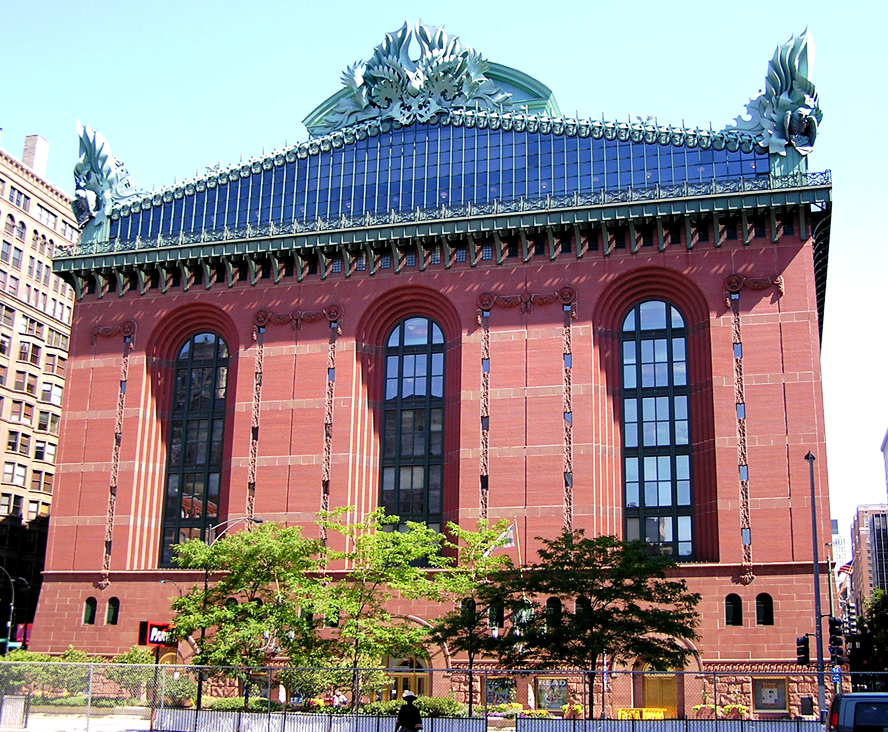
Harold Washington Library
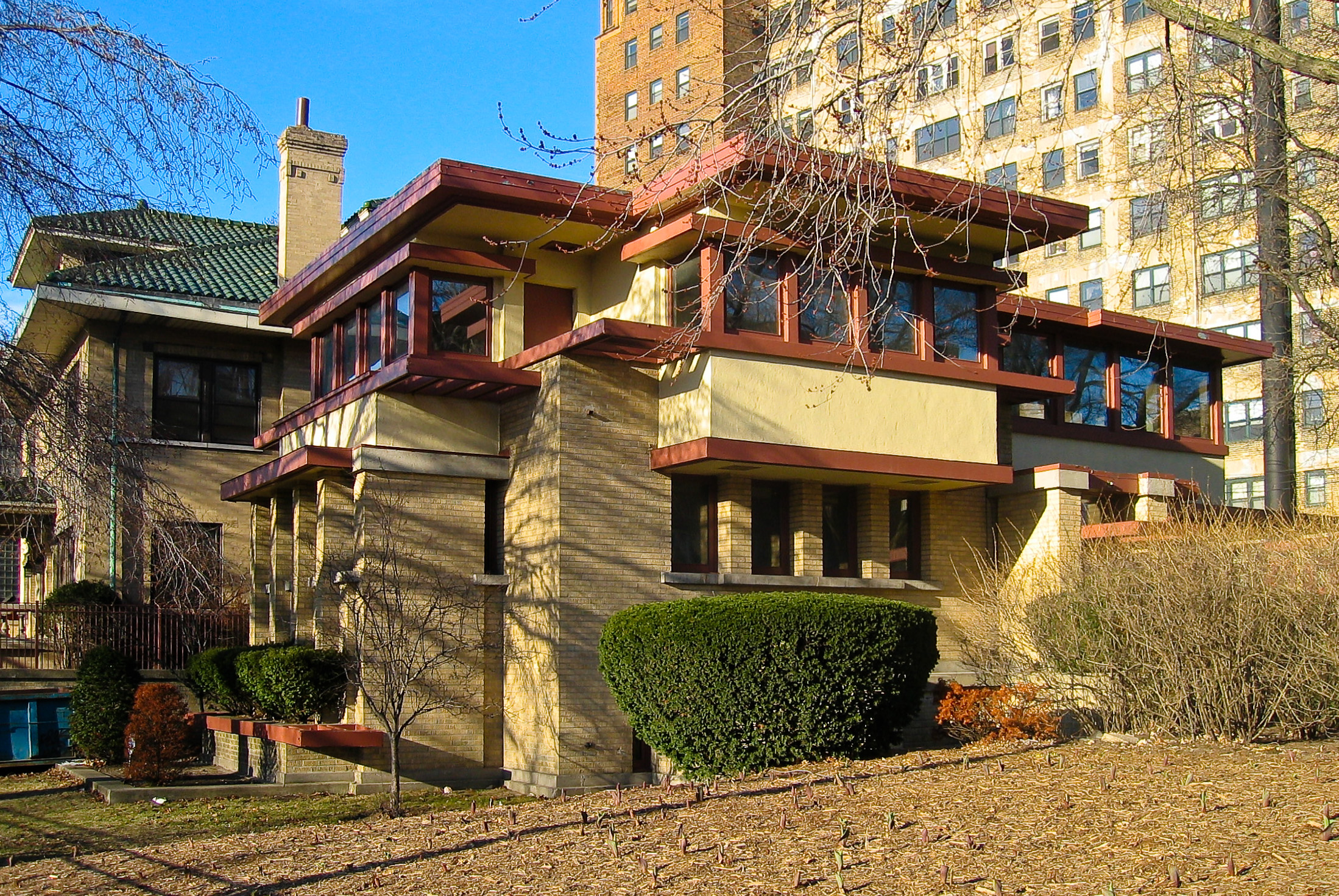
Emil Bach House
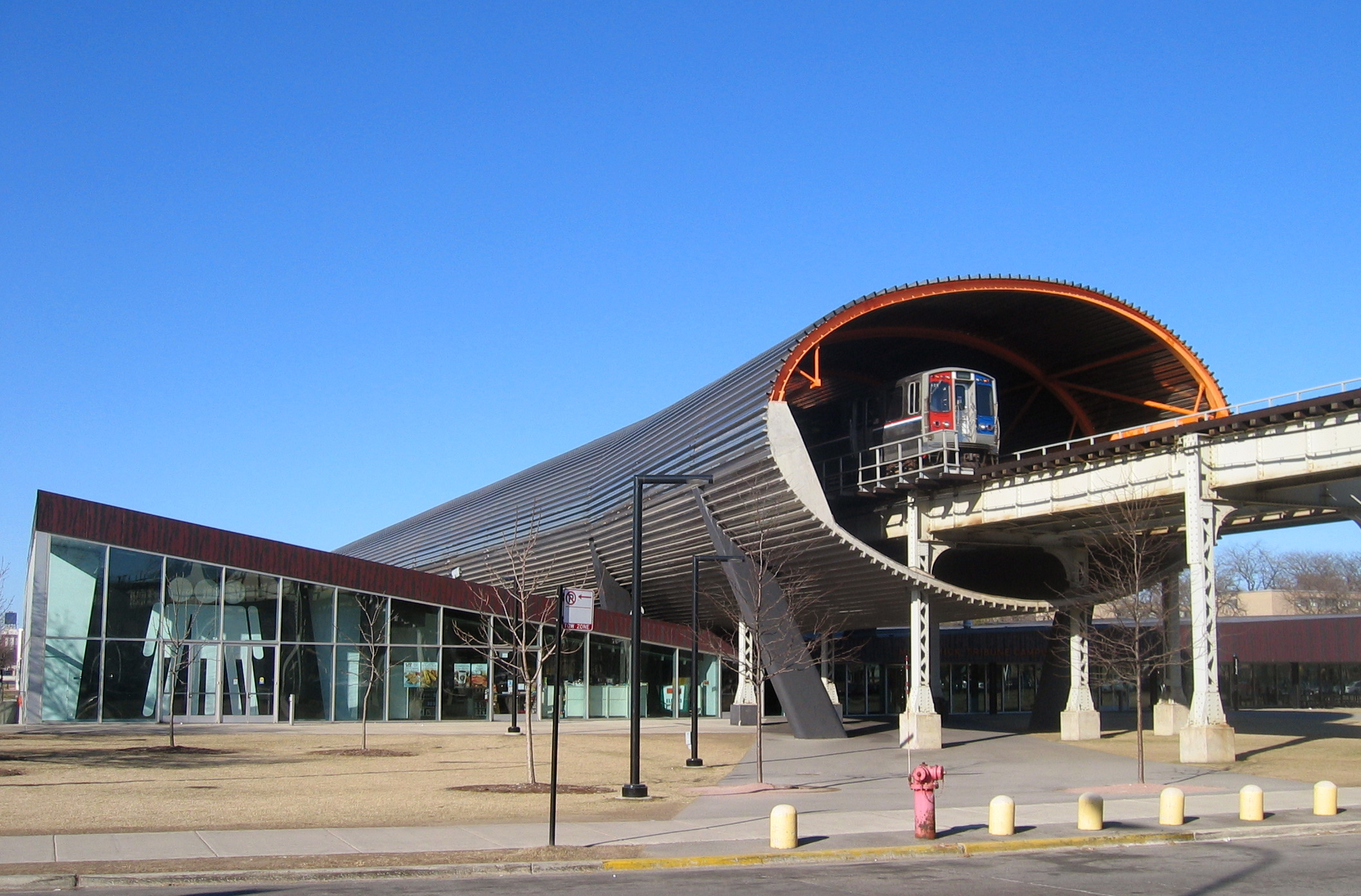
McCormick Tribune Campus Center
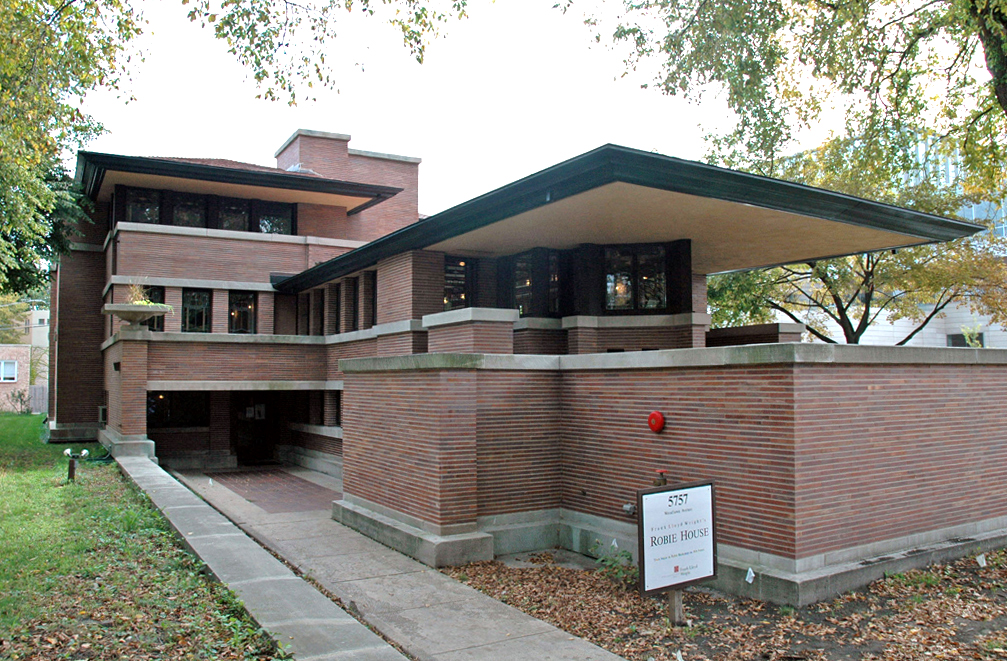
Robie House
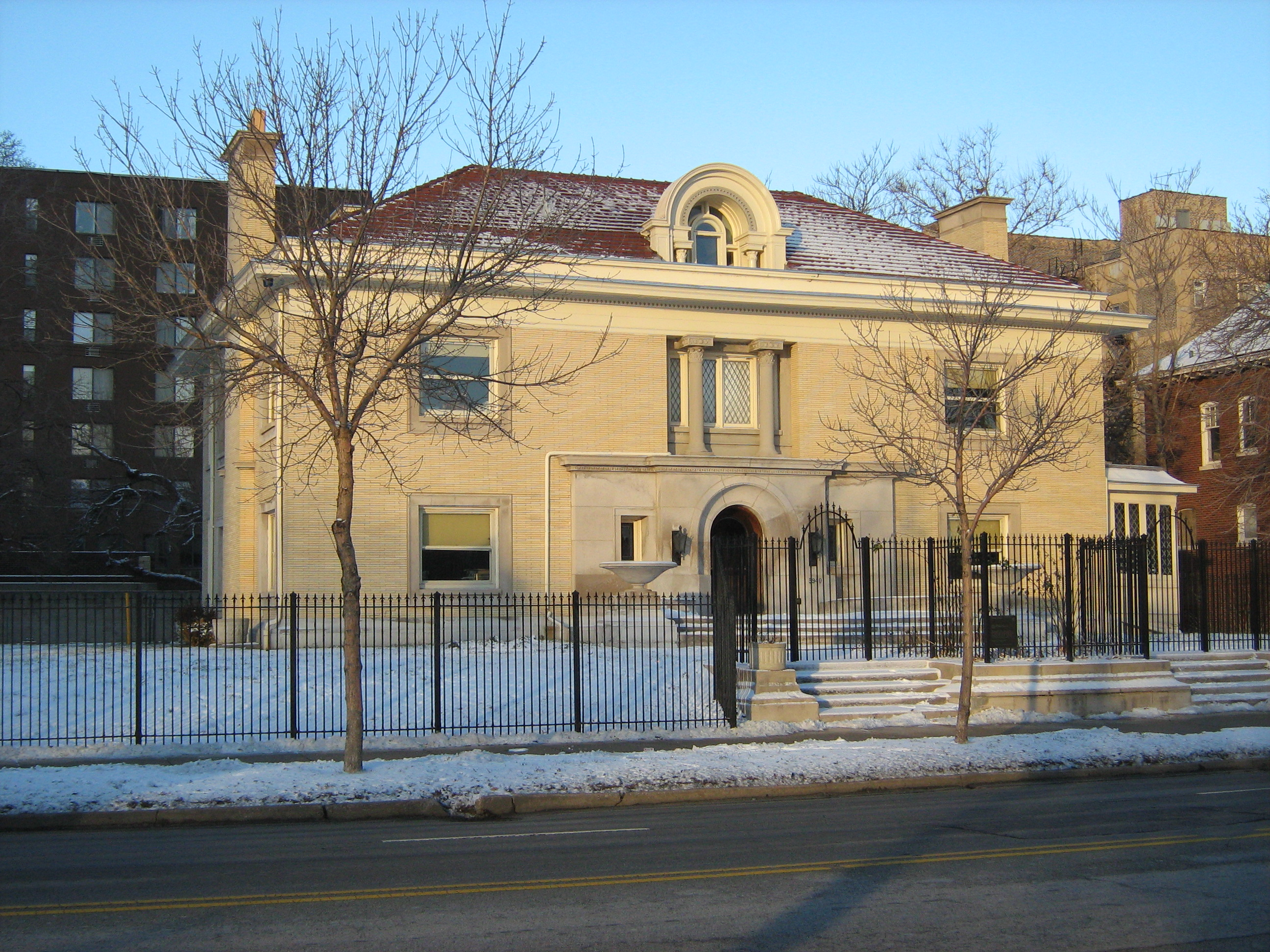
Colvin House
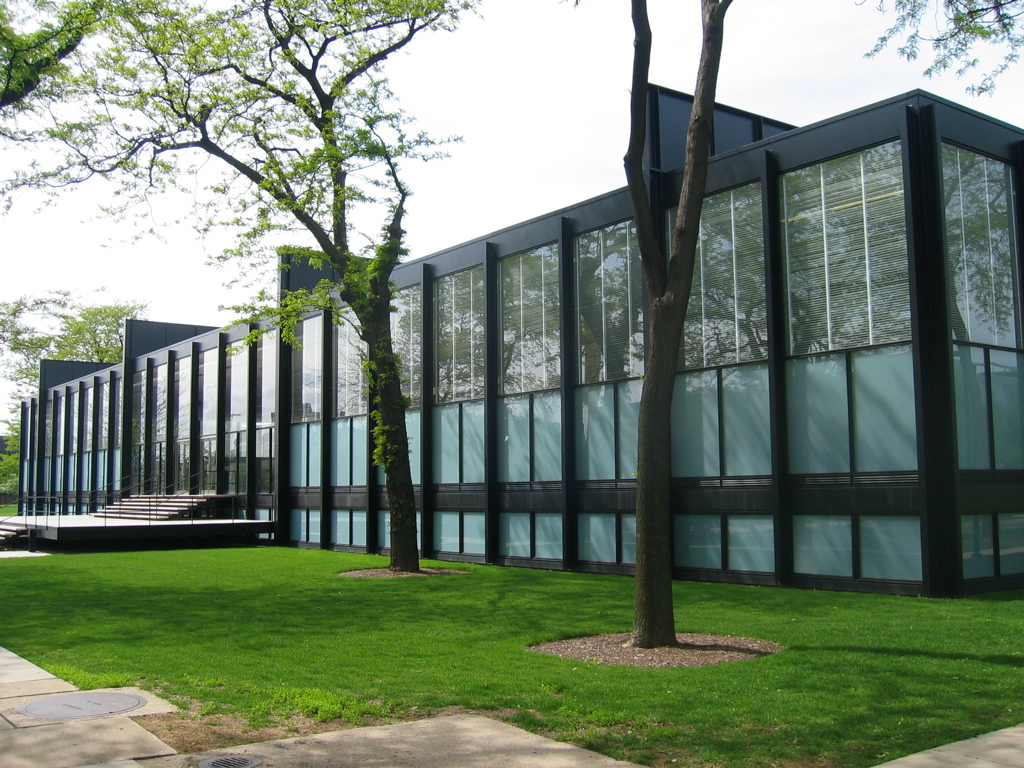
S.R. Crown Hall
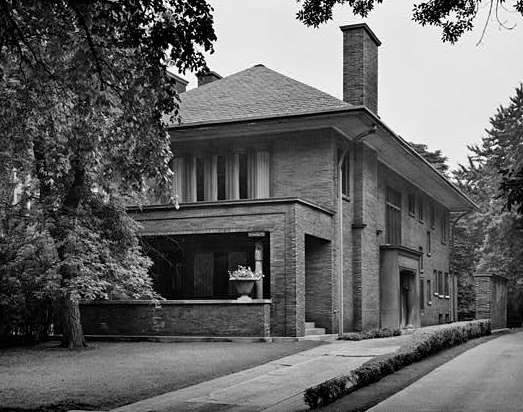
The Ernest J. Magerstadt House
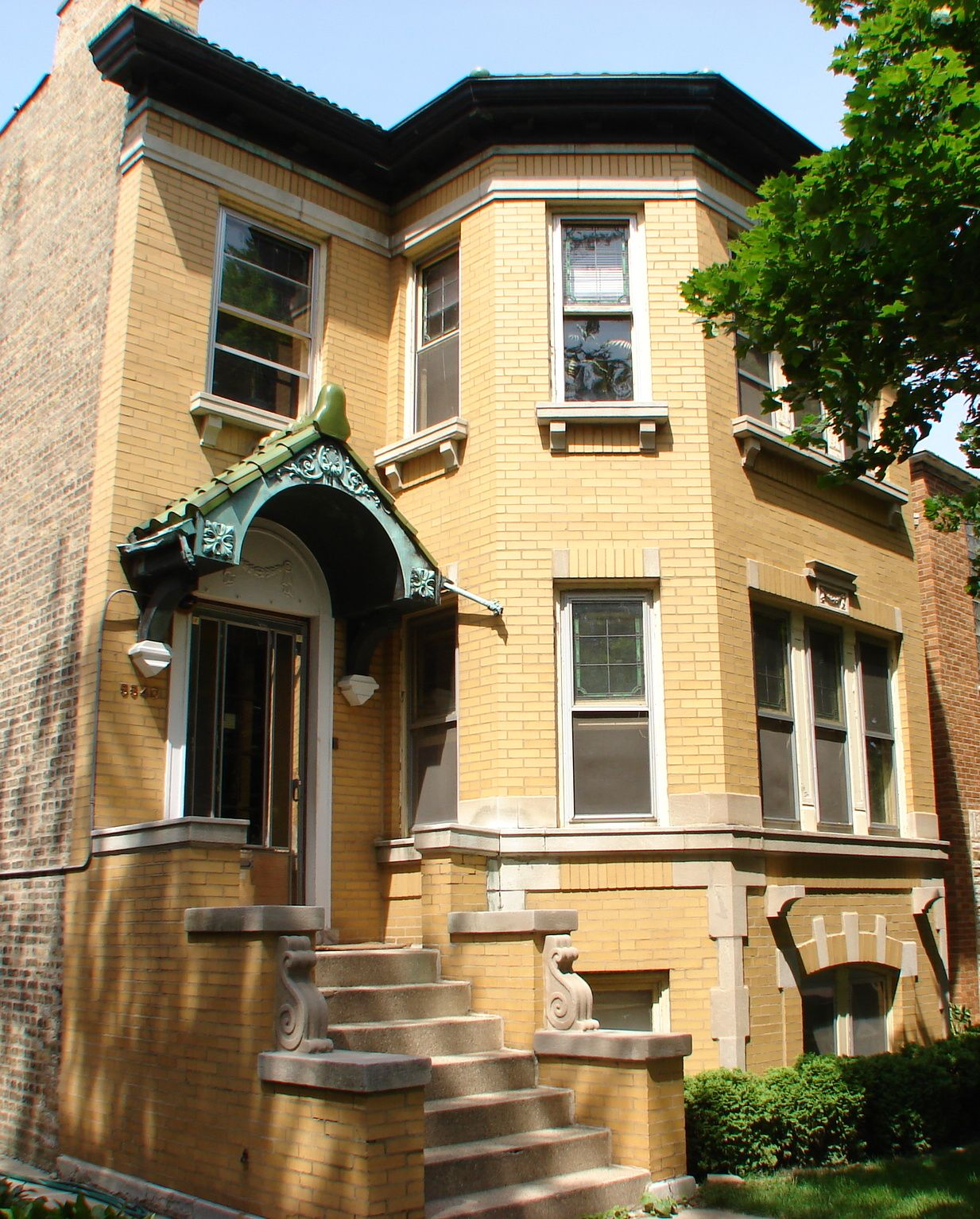
Bairro de Portage Park
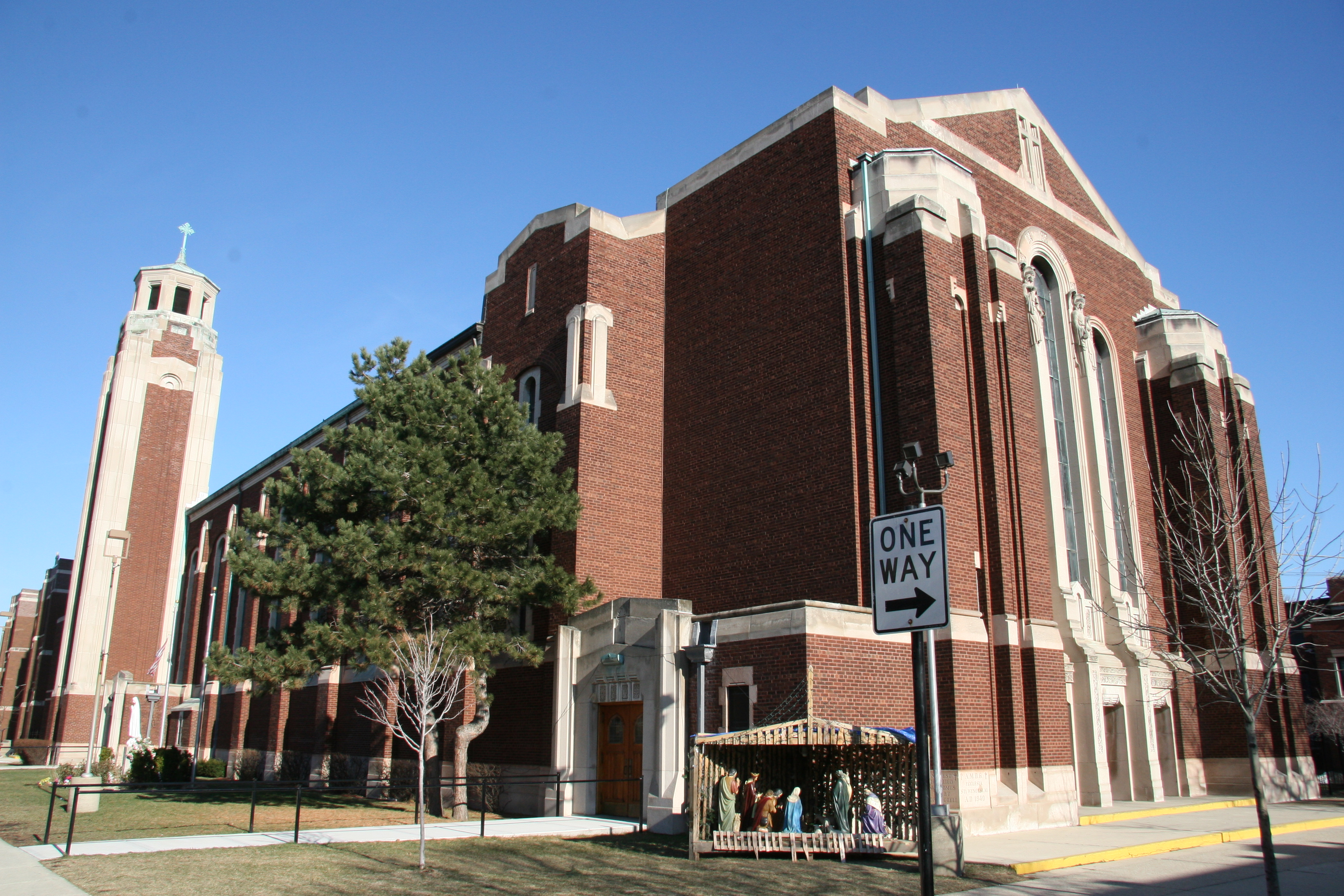
St. Wenceslaus in Chicago
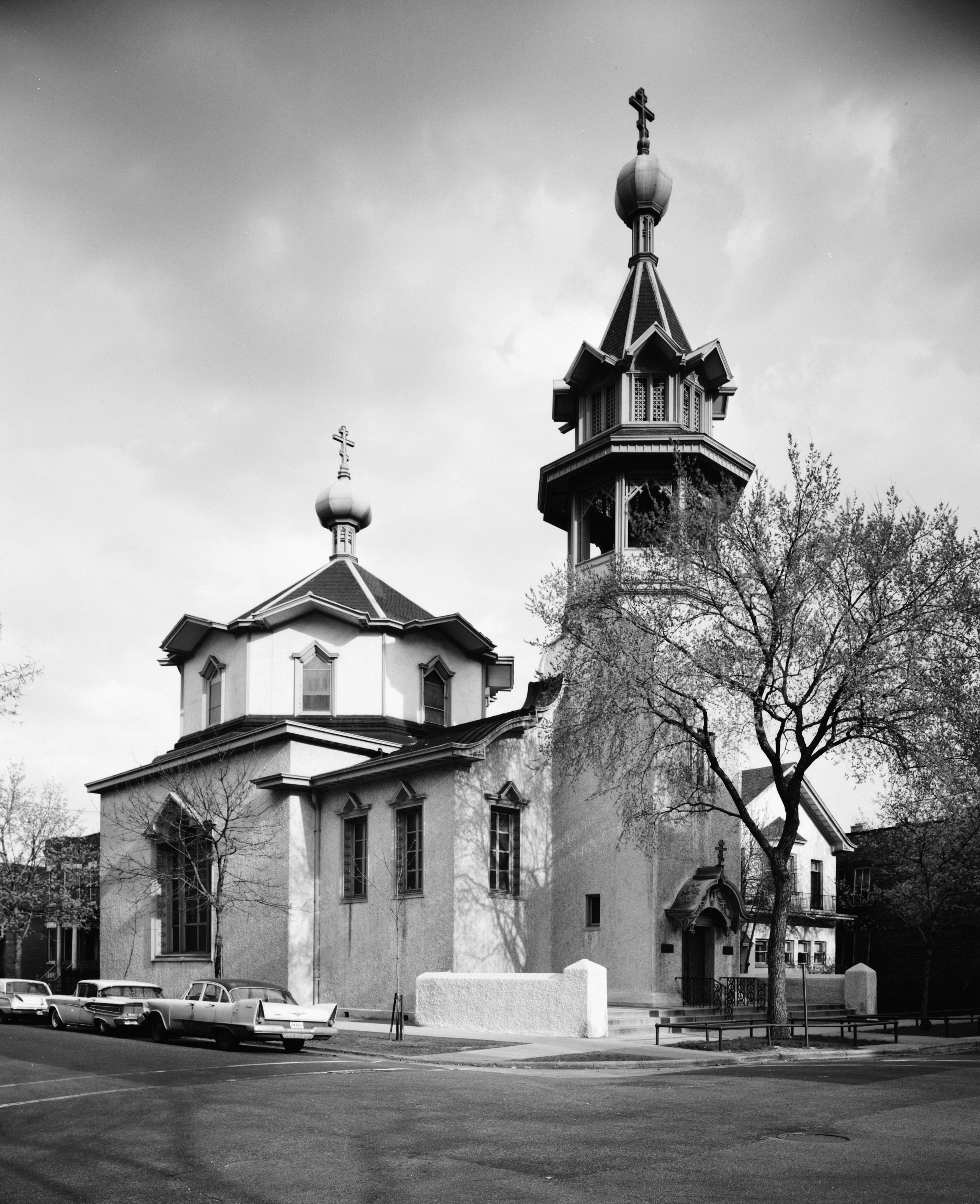
Holy Trinity Cathedral
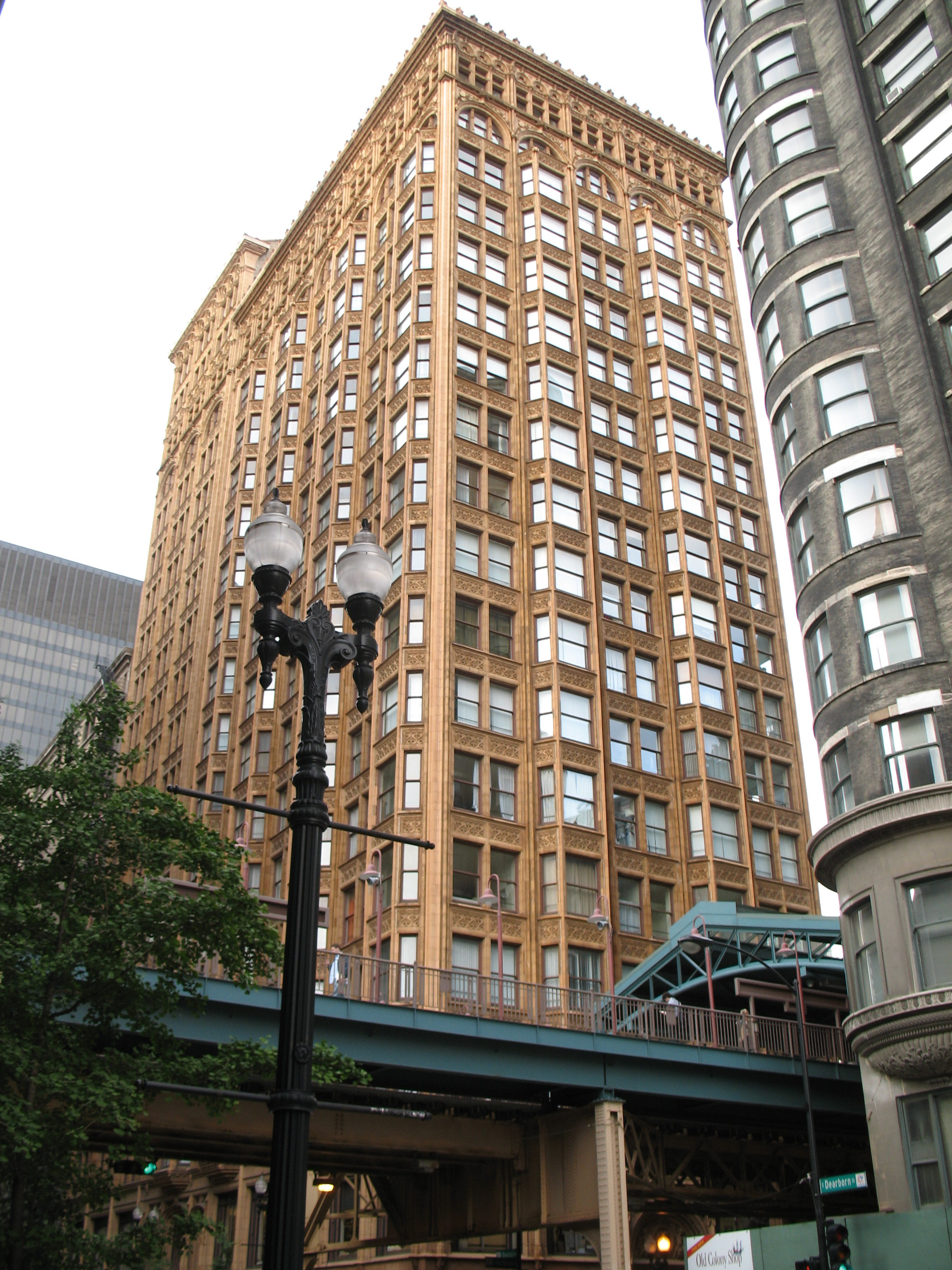
Edifício Building
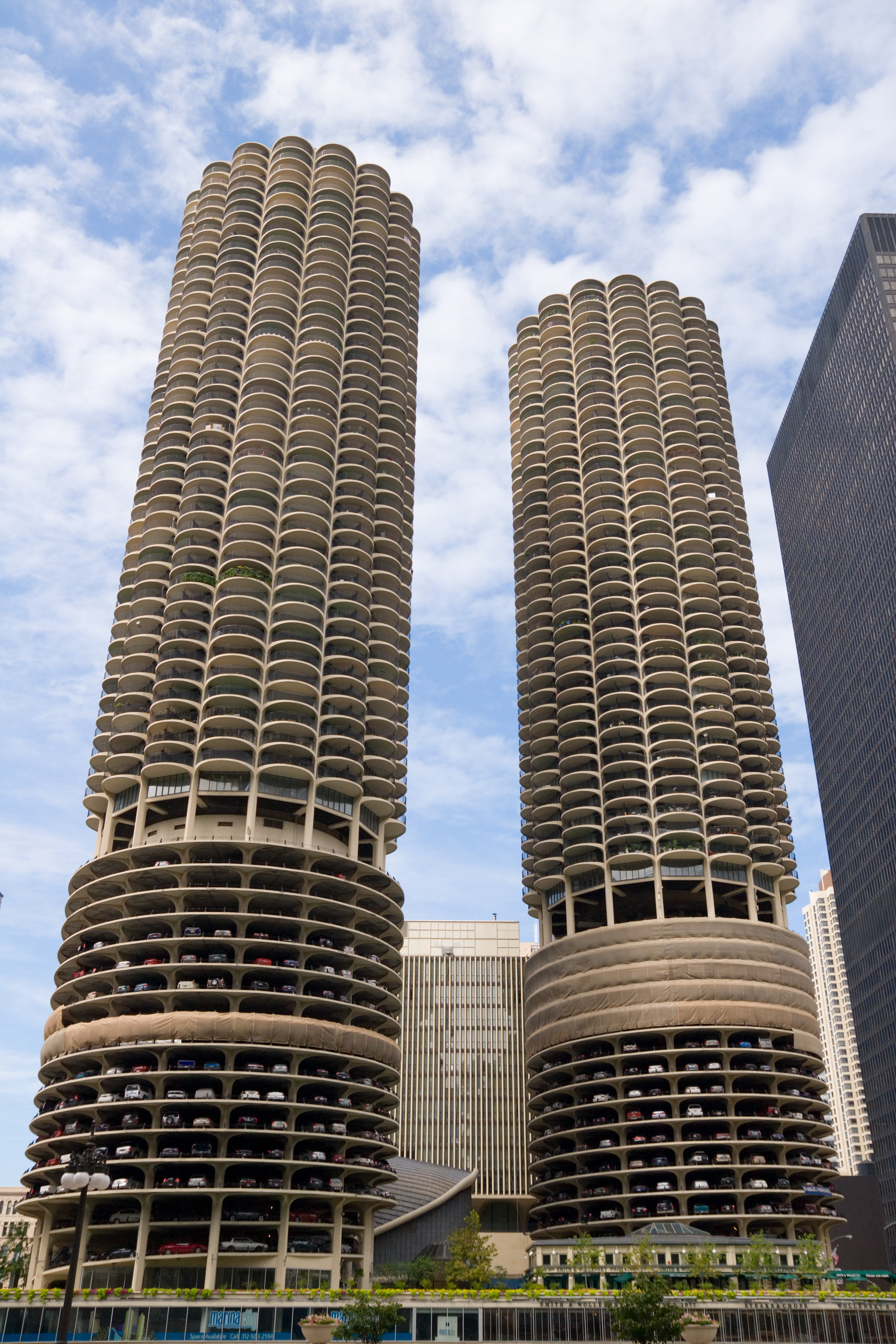
Marina City
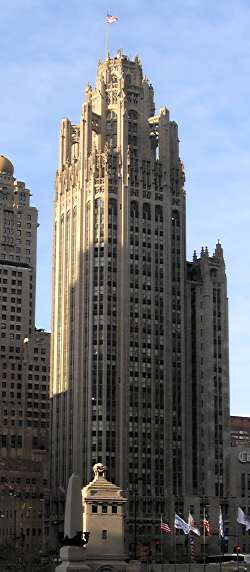
Tribune Tower
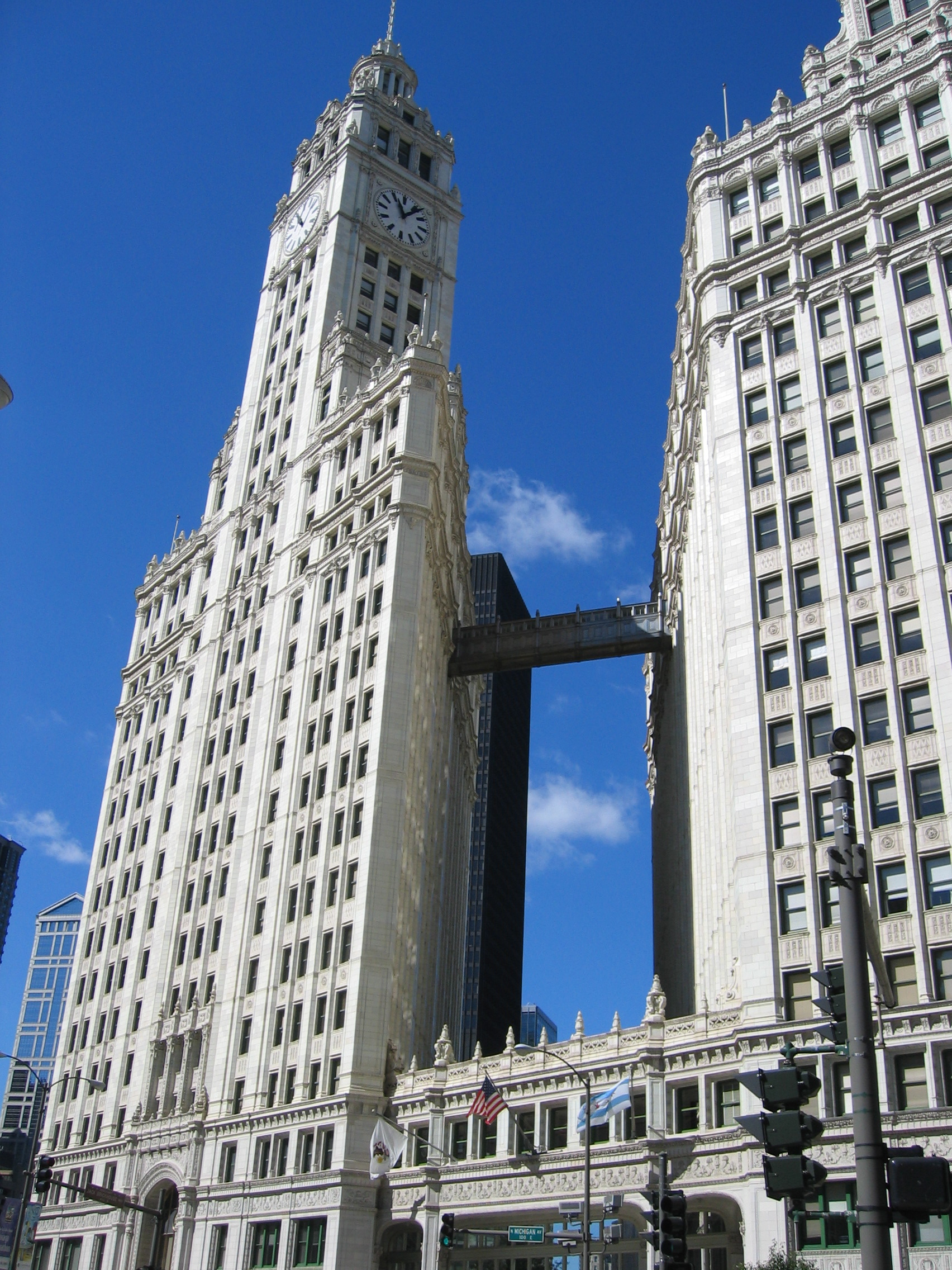
Wrigley Building
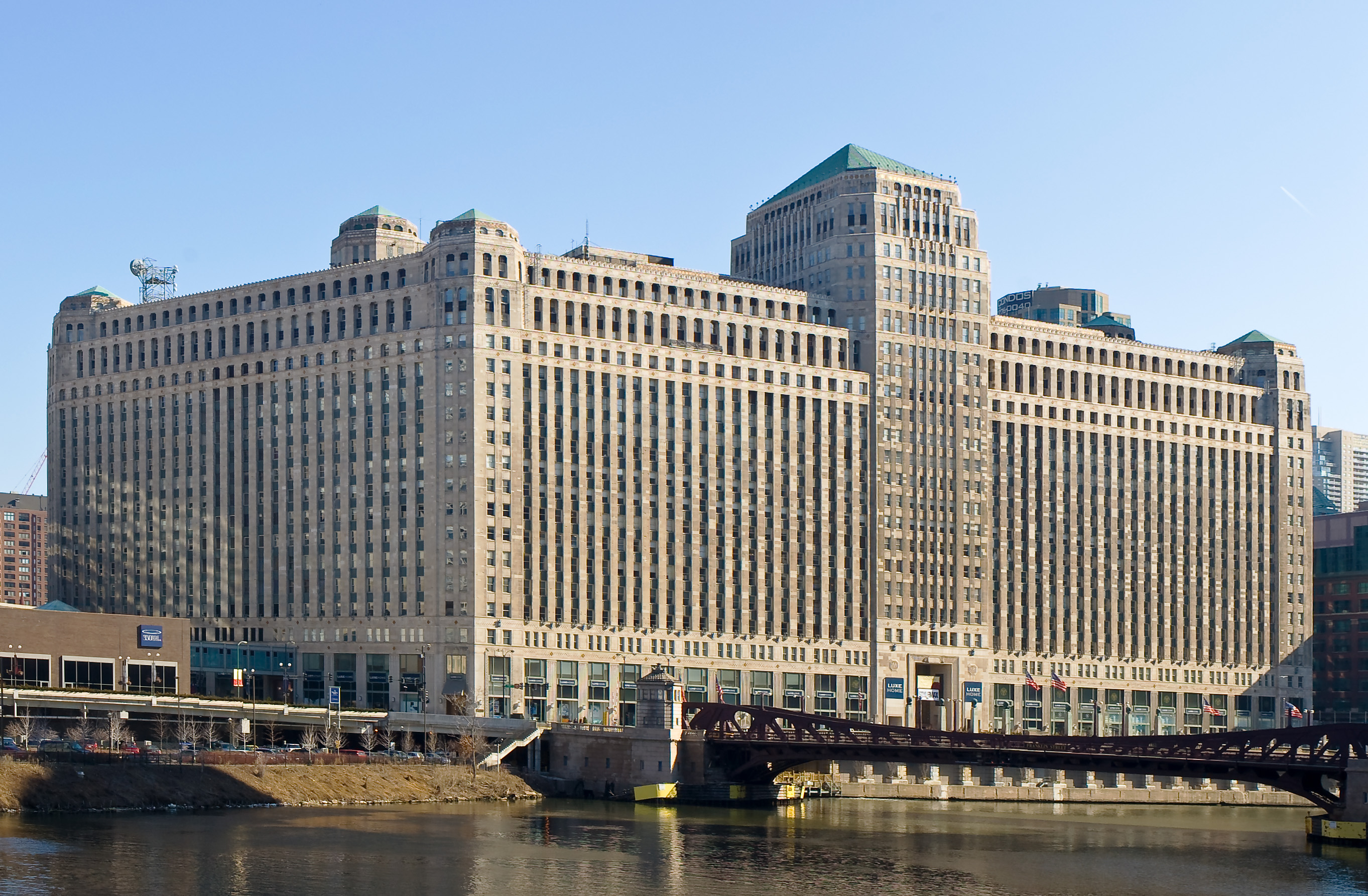
Merchandise Mart
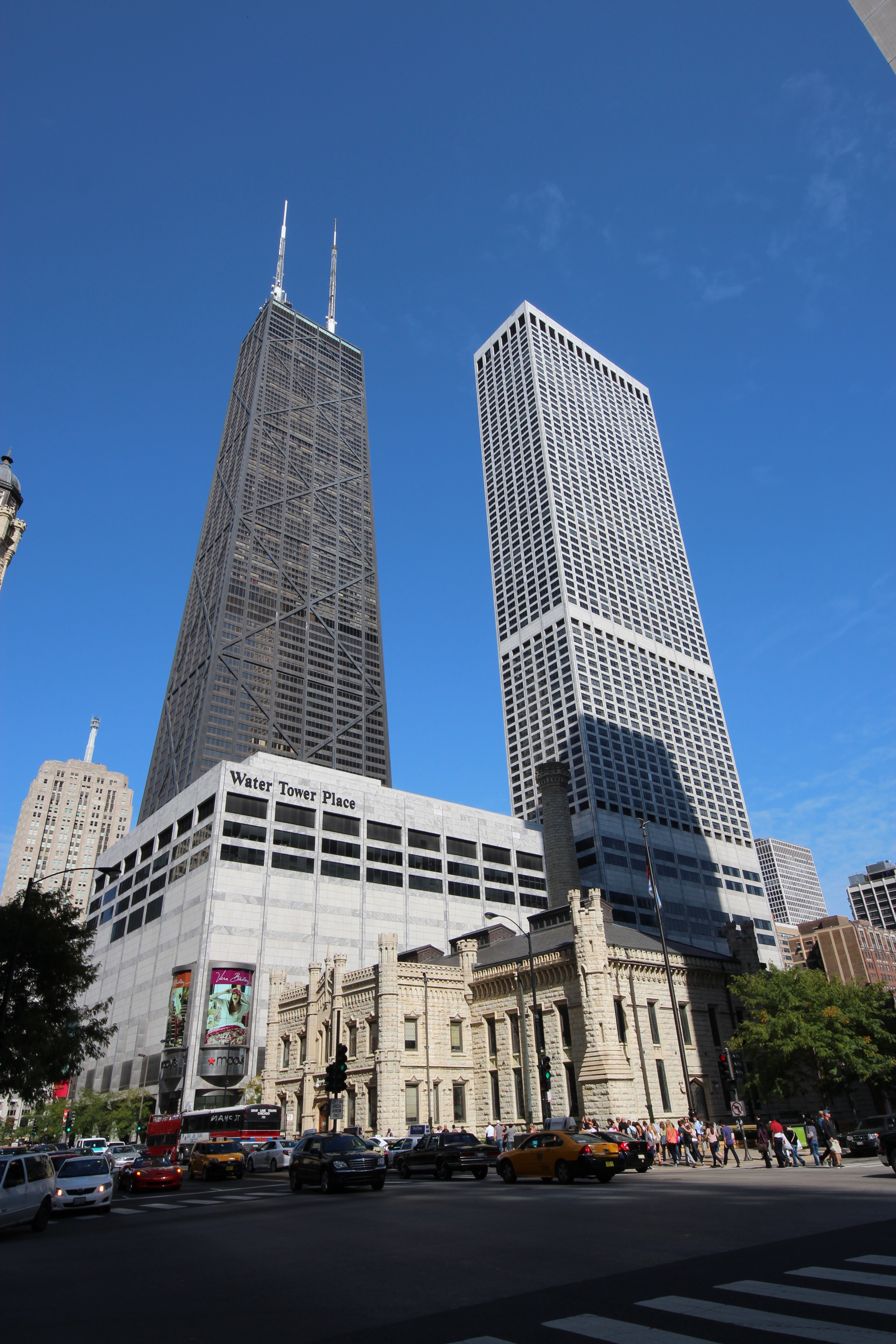
John Hancock Center

### Parques

Cloud Gate, no Millenium Park

Os parques em Chicago são administrados pela Prefeitura e todos são de livre acesso ao público. 8,5% da área da cidade é composta de áreas verdes, tornando a 13ª cidade bem povoada com mais espaço verde nos EUA.
- Grant Park: com 129 hectares, localizado no centro financeiro da cidade, este parque conta com a Buckingham Fountain e é sede dos maiores festivais da cidade, incluindo o Taste of Chicago, Chicago Jazz Festival e o Lollapalooza.
- Lincoln Park: com 490 hectares, é o maior parque da cidade. Localizado ao norte de Chicago, possui grande área verde e também um zoológico.
- Millennium Park: com quase 10 hectares, é o mais novo parque, aberto em 2004. É lá que fica a famosa Cloud Gate.

### Teatros

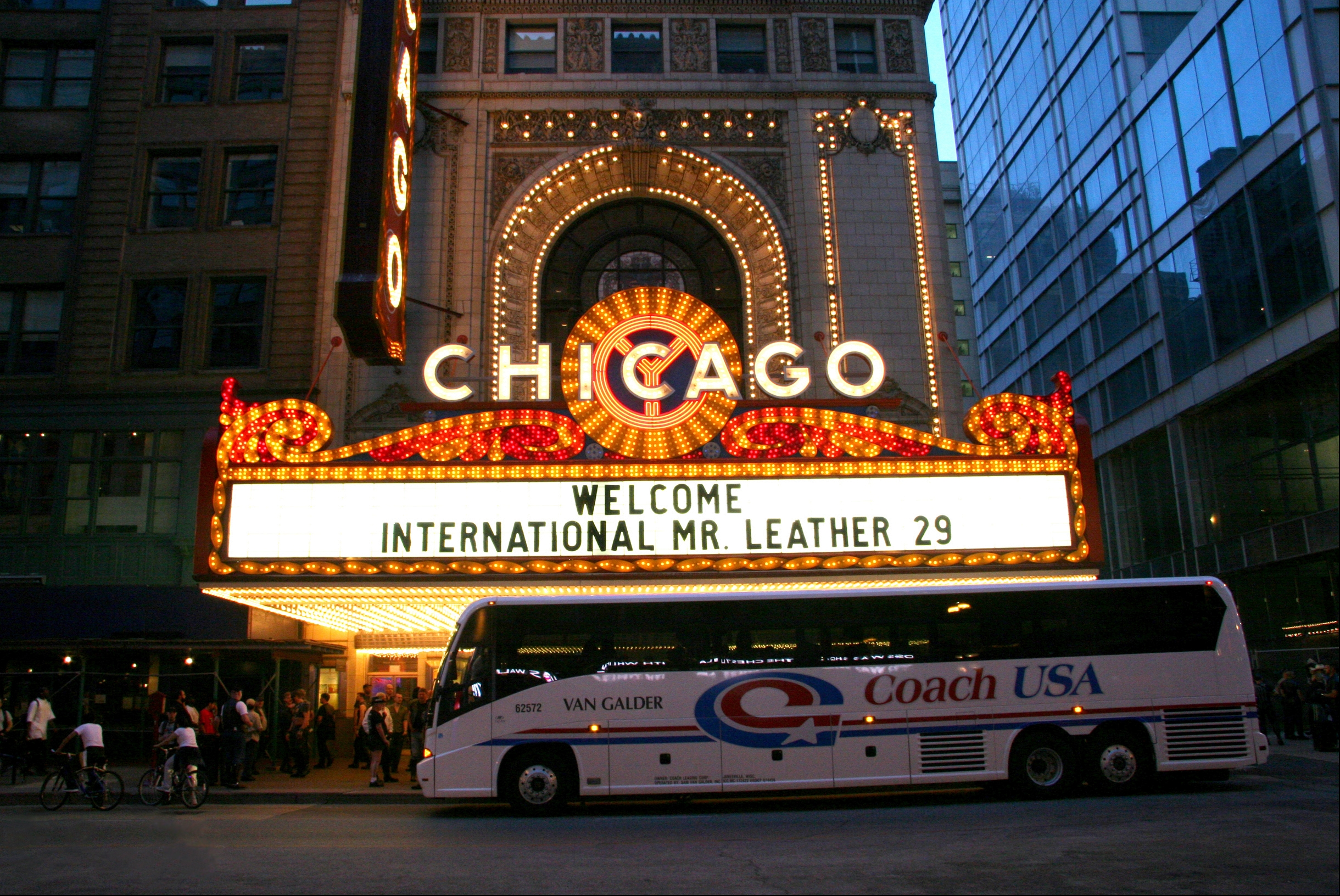

A cidade é famosa pelo musical homônimo que tomou o mundo no início do século. Há inúmeras casas de shows e teatros espalhados por Chicago e a cidade tem se tornado parte do roteiro das maiores peças.

## Culinária

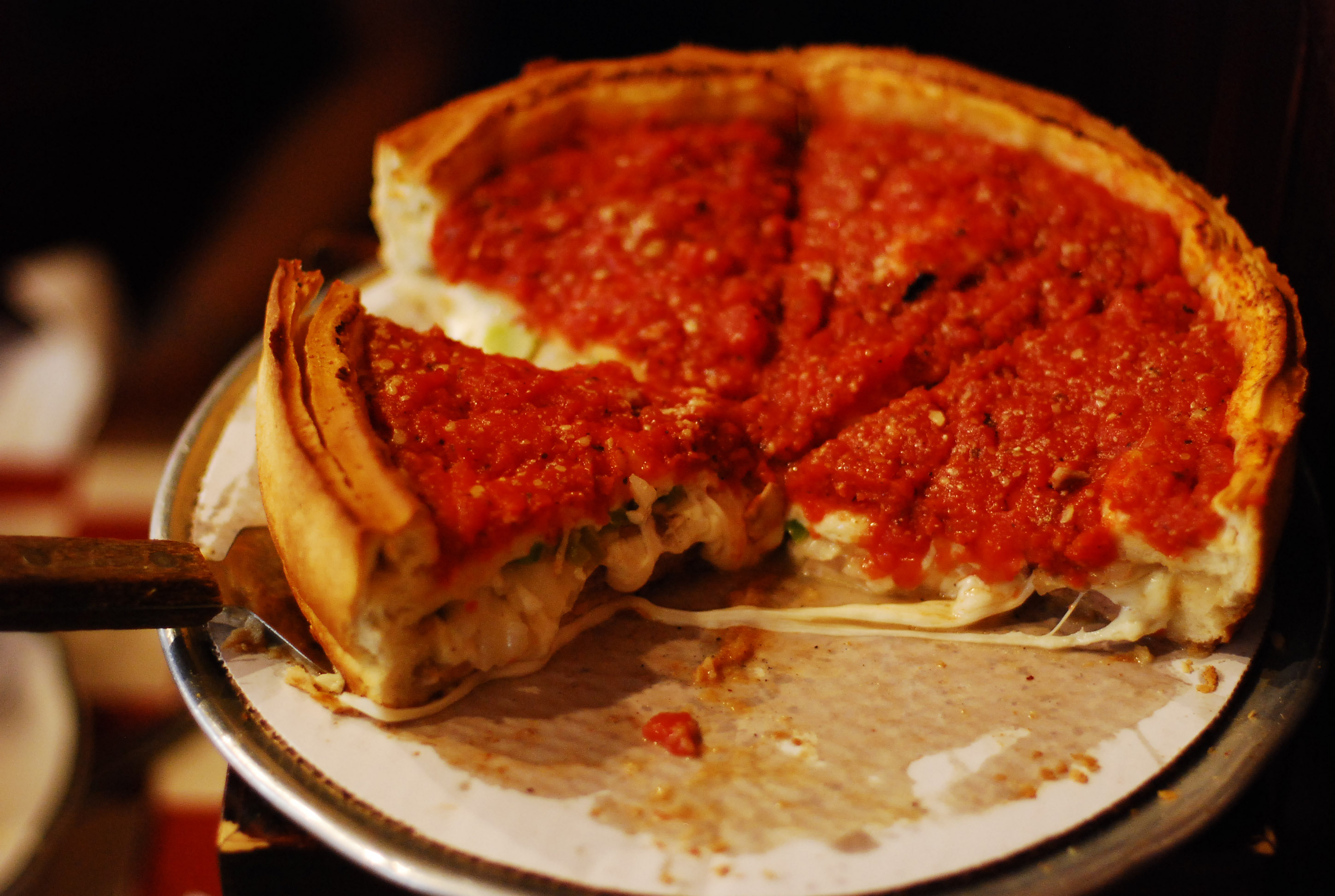
Chicago pizza

Chicago possui várias comidas regiões, visto que a cidade é um caldeirão cultural. Um dos pratos mais famosos é a internacionalmente conhecida pizza no estilo de Chicago, que foi criada pela Pizzeria Uno .
Chicago também possui seu próprio estilo de hot-dog, com picles, cebola, mostarda, tomate e ervilha .
No verão, o Taste of Chicago, festival gastronômico internacionalmente conhecido, é sediado no Grant Park em Chicago.
Os maiores chefs de cozinha possuem filiais em Chicago, incluindo Charlie Trotter, Rick Tramonto, Grant Achatz e Rick Bayless. Em 2003, Robb Report elegeu a cidade como o melhor destino gastronômico da América .

## Esportes
Chicago é casa de equipes profissionais das maiores ligas americanas, tendo uma das torcidas mais fanáticas dos EUA.
Na NFL, é sede do Chicago Bears. Na NBA, do vitorioso Chicago Bulls. Na NHL, do Chicago Blackhawks. E na MLB do Chicago Cubs e do Chicago White Sox.

A cidade é mencionada como pre-candidata às Olimpíadas de Verão de 2024. Sediou em 1959 o Pan Americano. Foi eleita como a melhor cidade esportiva pela Sporting News em 1993, 2006 e 2010.

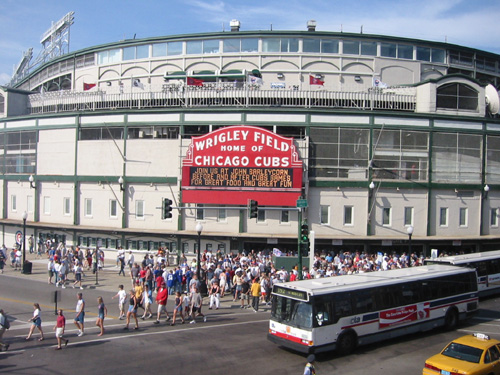
Wrigley Field (casa do Chicago Cubs)
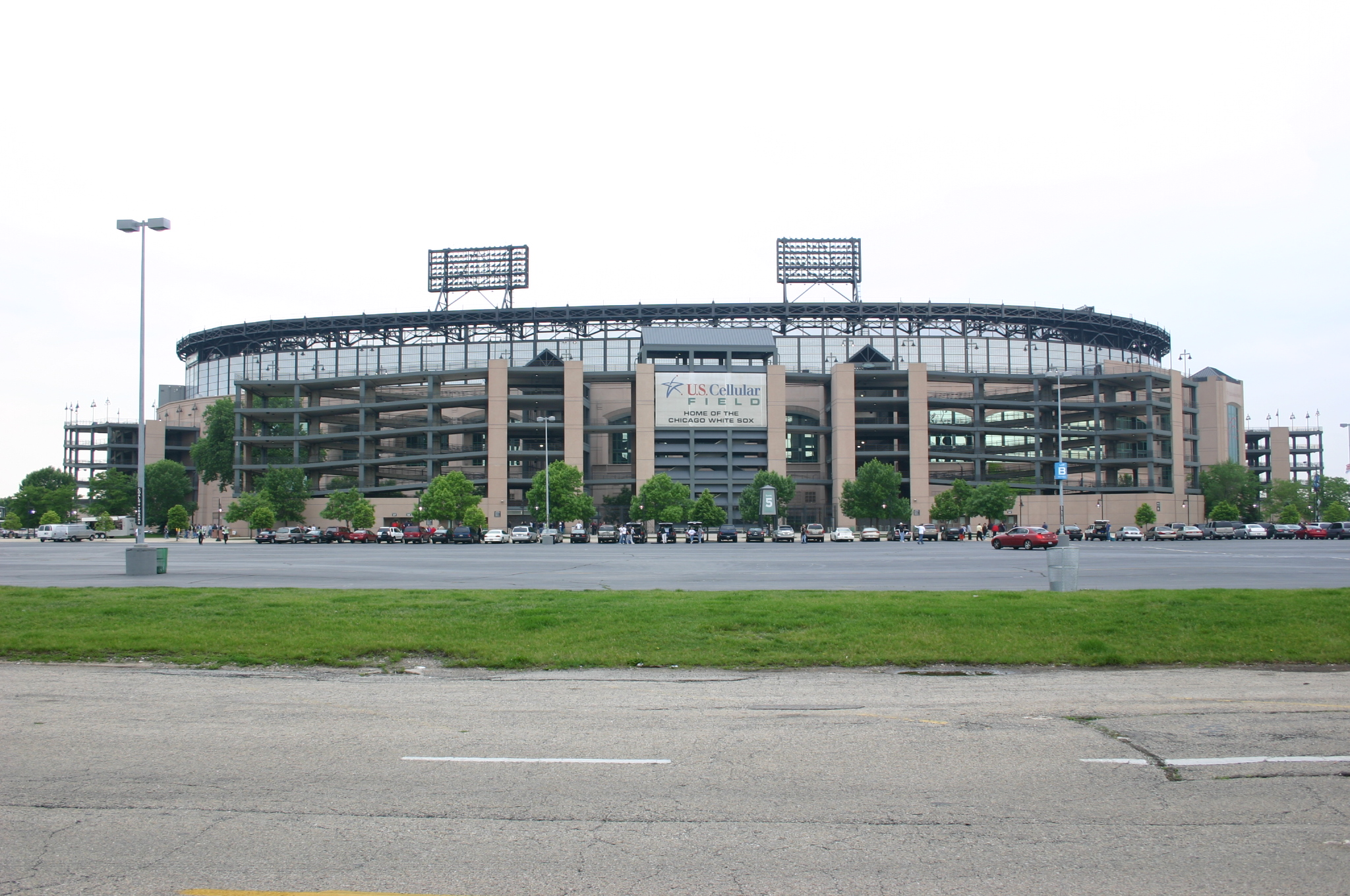
US Cellular Field (casa do Chicago White Sox)
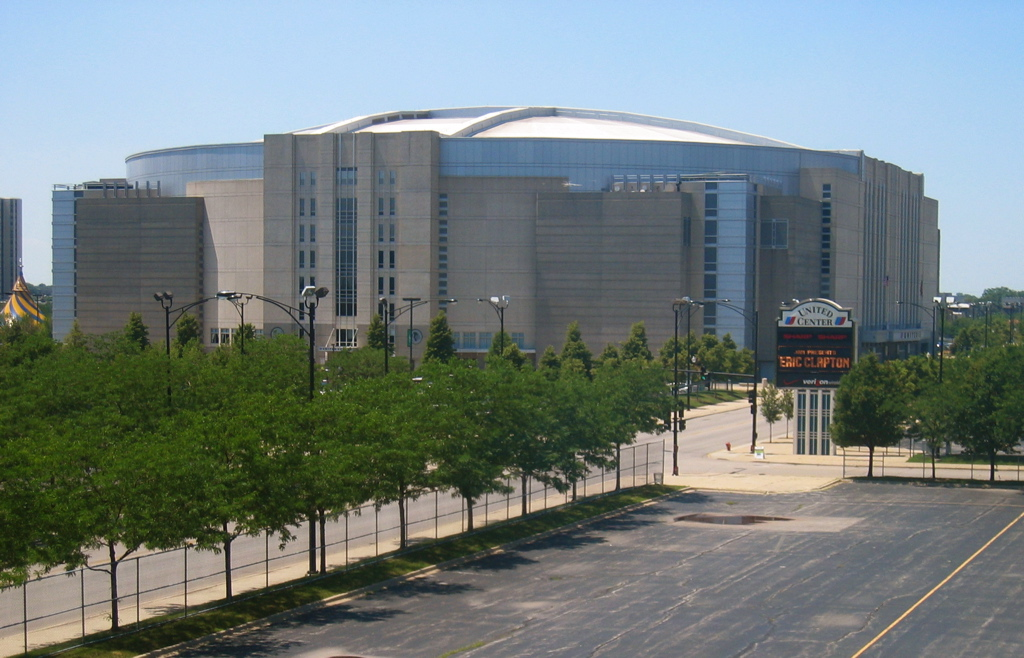
United Center Arena (casa do Chicago Bulls)
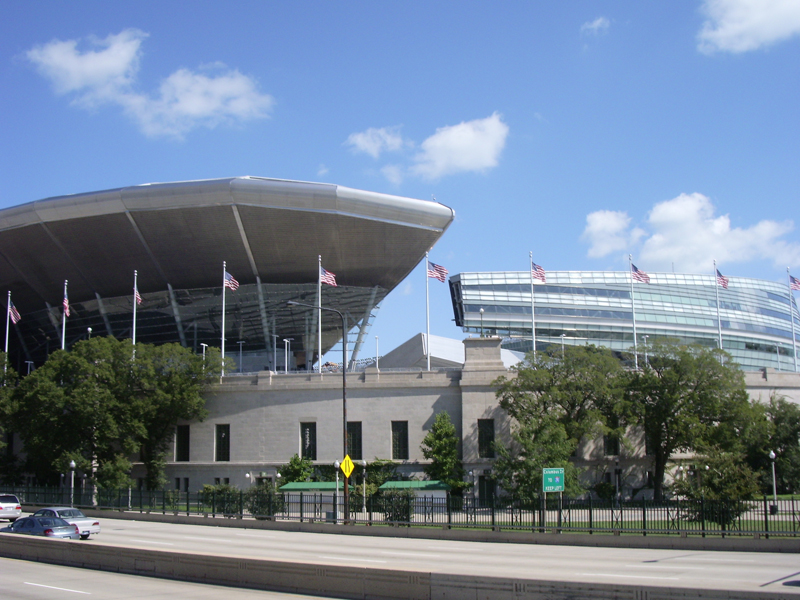
Soldier Field (casa do Chicago Bears)